# 離合
| ウィキペディアには「離合」という見出しの百科事典記事はありません（タイトルに「離合」を含むページの一覧/「離合」で始まるページの一覧）。 代わりにウィクショナリーのページ「離合」が役に立つかもしれません。 |